# Drew Gooden
Drew Gooden (Oakland, 24 de setembro de 1981) é um ex-jogador norte-americano de basquete profissional que atuou na  National Basketball Association (NBA). Foi o número 4 do Draft de 2002.